# Bernard Alart
Julien-Bernard Alart (Vinça, 1 de marzo de 1824-Vinça, 3 de febrero de 1880) fue un archivero e historiador francés, especialista en la historia del Rosellón.
Tras ejercer como maître d'études en el collège de Gers se despertó su interés en ciencias auxiliares de la Historia. Estudió Arqueología, Diplomática, Epigrafía, Filología, Paleografía y  Sigilografía. Persuadido que la historia local tiene que estar escrita por los que son sus herederos, se centró en la historia del Rosellón y en 1852 publicó su primera obra Quelques Chartes et priviléges de Villefranche-de-Conflent.

## Obra
Entre algunos de sus escritos se encuentran:
- Le Prieuré de Marcevol (1858)
- Notices historiques sur les communes du Roussillon (2 volúmenes, 1868 y 1878)
- Apparition des routiers dans le Conflent (1854).
- Bérenger de Palazol (1855)
- Les Trinitaires de Corbiac (1855)
- L'Abbaye de Sainte-Marie de Jau ou de Clariana (1856)
- Les Patronnes d'Elne (1856)
- La suppression de l'Ordre du Temple en Roussillon (1866)

- Les d'Armagnac en Roussillon sous Louis XI (1868)
- Notes historiques sur la peinture et les peintres roussillonnais (1872)
- Ancienne industrie de la verrerie en Roussillon (1873)
- Géographie historique du Conflent (1854)
- Géographie historique des Pyrénées-Orientales et la voie romaine dans l'ancien Roussillon (1859)